# Mastbrucher Emmes
Das Mastbrucher Emmes ist eine westfälische Sondersprache aus dem Raum Paderborn.

## Sprechergebiete
Sprechergebiete sind Mastbruch/Schloß Neuhaus (nordwestlich von Paderborn, südlich von Sennelager, südwestlich von Bad Lippspringe); Kerngebiete sind die Siedlung Sperberweg, westlich vom Bruch und Habichtsee; Schulen in Mastbruch und Schloß Neuhaus.

## Sondersprache
Das Mastbrucher Emmes ist eine Sondersprache, die sich aufgrund ihrer Besonderheiten im Wortschatz und ihrer Funktion von anderen Varietäten des Deutschen (Hochsprache, Mundart, Fachsprache, Umgangssprache) unterscheidet und aufgrund ihres Codierungsverfahrens (Substitution gemeinsprachlicher Wörter durch fremde Wörter) und ihres Sonderwortschatzes zu den sogenannten Rotwelsch-Dialekten gehört.

## Sprachnamen
Von Außenstehenden wird die Sprache oft als Zigeunersprache, Mastbruchsprache, Mastbruch-Slang, Mastbrucher Emmes, Neuhaus-Slang, Neuhaus-Deutsch oder Igelfressersprache bezeichnet (externe Sprachnamen). Als Interner, also von den Sprechern selbst für ihre Sondersprache gewählter Name, ist allein das auf dem Schulhof der Hauptschule in Mastbruch gehörte Emmes bekannt (jiddisch emmes ‚Wahrheit’, westfälisch ömmes ‚großer, stämmiger Kerl‚ großer Gegenstand’).

## Verfremdungsverfahren
Als Geheimsprache war das ursprüngliche Ziel, eine Verdunkelung durch Integration von Wörtern aus sogenannten Spendersprachen in den sonst standardsprachlich oder umgangssprachlich gestalteten Text zu erreichen; vor allem aus der Sprache der Zigeuner (Rom(a)nes/Sintetikes) und der westfälischen Juden (Jüdisch-deutsch, westjiddisch) sowie aus dem Rotwelschen (älteste deutsche Geheimsprache, bereits im 12./13. Jahrhundert als Sprache der Vaganten und Nichtsesshaften entwickelt).

## Mündlichkeit und Schriftlichkeit
Schriftlichkeit war dem Mastbrucher Emmes ursprünglich fremd, was ein gemeinsames Wesensmerkmal von Sonder- und Geheimsprachen darstellt. Zu einem späteren Zeitpunkt ihrer Geschichte wurde die Sondersprache gelegentlich vertextet. Im neuerlichen Zusammenhang der Dokumentation und wissenschaftlichen Forschung entstanden Glossare. In jüngster Zeit ist das Mastbrucher Emmes auch in Internetforen und Rapper-Texten präsent. Die Dokumente aus Sprecherbefragungen und schriftliche Quellen zum Mastbrucher Emmes befinden sich heute im Dokumentationszentrum der Internationalen Gesellschaft für Sondersprachenforschung.

## Entstehung
Nach dem Ende des Zweiten Weltkriegs entwickelte sich Mastbrucher Emmes von den in Mastbruch angesiedelten Sinti- und Romafamilien, insbesondere von Jugendlichen, als Mischsprache aus muttersprachlichen Wörtern (Sintetikes/Rom[a]nes) und Wörtern aus dem umgangssprachlichen und sondersprachlichen Deutsch der Umgebung. Die Kinder besuchten damals die Volksschulen in Neuhaus und in den benachbarten Ortschaften Thune und Marienloh. Die nicht aus Sinti- und Romafamilien stammenden und in den 1950er Jahren geborenen Mastbrucher kannten das Ömmes nicht, es war damals also noch nicht weiter verbreitet. Nach Aussagen einiger Gewährsleute wurde es erst ab den 1960er-Jahren allgemein zur Schülersprache im Gebiet Mastbruch/Schloß Neuhaus. Einfluss auf den Wortschatz des Mastbrucher Emmes nahmen u. a. die im Raum Münster verbreitete Masematte, die Mindener Buttjersprache und in geringerem Maße auch die meist „Hebräisch“ genannte Viehhändlersprache der Region.

## Schülersprache
Schon früh entwickelte sich das Mastbrucher Emmes zu einer Schülersprache, nach Aussagen von Zeitzeugen wurde es ab 1948 von Schülern aus Zigeunerfamilien gesprochen und zur sozialen Abgrenzung benutzt. Gegenwärtig sind es überwiegend männliche Schüler, die das Emmes benutzen. Die Internetforen zeigen aber auch, dass sich zunehmend Mädchen beteiligen und sich im Emmes outen.

## Beeinflussung der regionalen Umgangssprache durch das Mastbrucher Emmes
Einzelne Wörter des Mastbrucher Emmes sind heute in der regionalen Umgangssprache der Region allgemein bekannt und gebräuchlich, wie etwa schabo `Kerl´, ische `Mädchen, Freundin´, jack `Feuer´ oder latscho `gut, toll, super´. Satzstereotype wie z. B. der Hegel muss ma chekuhrt werden `der Mistkerl gehört in die Mangel´, oder Ey latscho Terchers,
Alter!, Dell ma’ Lobi, hab tschi Pimangries!, Dick mal, der Hegel ist doch voll pasch, der rackert nur Fuhl! werden heute mindestens zum Teil auch außerhalb der Grenzen der Sondersprache in Paderborn und Umgebung verstanden.